# Ambodiadabo (Mandritsara)
Ambodiadabo is een plaats in het district Mandritsara in de regio Sofia. De plaats telde in 2001 ongeveer 6.000 inwoners. 95% van de inwoners van Ambodiadabo werkt in de primaire sector en 5% van de inwoners werkt in de quartaire sector. Voor de primaire sector van de plaats is rijst het belangrijkste gewas en verder wordt er graan, mais, cassave en gerst verbouwd.